# Premio Riverton

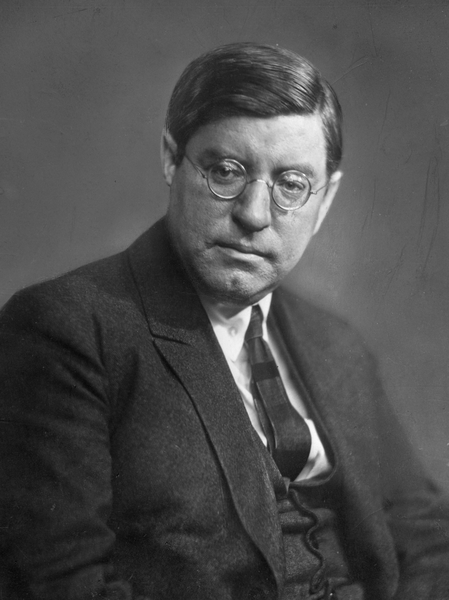
Sven Elvestad, scrittore a cui il premio è dedicato

Il Premio Riverton (Rivertonprisen) è un premio letterario norvegese assegnato alla migliore opera di genere giallo.
Considerato tra i più prestigiosi premi letterari norvegesi per il crime novel, è stato istituito nel 1972 omaggiando nel nome lo scrittore e giornalista norvegese Sven Elvestad noto per i suoi polizieschi firmati con lo pseudonimo di "Stein Riverton".
Assegnato dal Riverton Club, la Publishers 'Association e la Booksellers' Association alla migliore opera noir dell'anno, sia essa romanzo, raccolta di racconti, opera teatrale, sceneggiatura per film, dramma televisivo o radiofonico riconosce al vincitore un simbolico revolver.

## Albo d'oro
| Anno | Vincitore                         | Titolo originale Editore, Città, Anno                | Traduzione italiana Editore, Città, Anno                |
| ---- | --------------------------------- | ---------------------------------------------------- | ------------------------------------------------------- |
| 1972 | Sigrun Krokvik                    | Bortreist på ubestemt tid Gyldendal, Bergen 1972     |                                                         |
| 1973 | Tor Edvin Dahl                    | Etterforskning pågår Gyldendal, Oslo 1973            |                                                         |
| 1974 | Anker Rogstad                     | Lansen Gyldendal, Oslo 1974                          |                                                         |
| 1975 | Gunnar Staalesen                  | Rygg i rand, to i span Gyldendal, Oslo 1975          |                                                         |
| 1976 | Pio Larsen                        | Den hvite kineser Gyldendal, Oslo 1976               |                                                         |
| 1977 | Non assegnato                     |                                                      |                                                         |
| 1978 | Jon Bing Tor Åge Bringsværd       | Blindpassasjer (Fernsehserie)                        |                                                         |
| 1979 | Helge Riisøen                     | Operasjon Gyldendal, Oslo 1979                       |                                                         |
| 1980 | Fredrik Skagen                    | Kortslutning Cappelen, Oslo 1980                     |                                                         |
| 1981 | Jon Michelet                      | Hvit som snø Gyldendal, Oslo1980                     |                                                         |
| 1982 | Torolf Elster                     | Thomas Pihls annen lov Aschehoug, Oslo 1982          |                                                         |
| 1983 | Kim Småge                         | Nattdykk Aschehoug, Oslo 1983                        |                                                         |
| 1984 | Non assegnato                     |                                                      |                                                         |
| 1985 | Michael Grundt Spang              | Spionen som lengtet hjem Cappelen, Oslo 1982         |                                                         |
| 1986 | Edith Ranum                       | Ringer i mørkt vann (Hörspielserie)                  |                                                         |
| 1987 | Lars Saabye Christensen           | Sneglene Cappelen, Oslo 1987                         |                                                         |
| 1988 | Alf R. Jacobsen                   | Kharg Aschehoug, Oslo1988                            |                                                         |
| 1989 | Idar Lind                         | 13 takters blues Aschehoug, Oslo 1989                |                                                         |
| 1990 | Ingvar Ambjørnsen                 | Den mekaniske kvinnen Cappelen, Oslo 1990            |                                                         |
| 1991 | Audun Sjøstrand                   | Valsekongens fall Samlaget, Oslo 1991                |                                                         |
| 1992 | Arild Rypdal                      | Orakel Aschehoug, Oslo 1992                          |                                                         |
| 1993 | Morten Harry Olsen                | Begjærets pris Oktober, Oslo 1993                    |                                                         |
| 1994 | Anne Holt                         | Salig er de som tørster Cappelen, Oslo 1994          | Sete di giustizia Hobby & Work                          |
| 1995 | Kolbjørn Hauge                    | Død mann i boks Aschehoug, Oslo 1995                 |                                                         |
| 1996 | Karin Fossum                      | Se deg ikke tilbake! Cappelen, Oslo 1996             | Lo sguardo di uno sconosciuto Frassinelli, Milano, 2002 |
| 1997 | Jo Nesbø                          | Flaggermusmannen Aschehoug, Oslo 1997                | Il pipistrello Einaudi, Torino, 2014                    |
| 1998 | Jan Mehlum                        | Kalde hender Gyldendal, Oslo 1998                    |                                                         |
| 1999 | Unni Lindell                      | Drømmefangeren Aschehoug, Oslo 1999                  |                                                         |
| 2000 | Kjell Ola Dahl                    | En liten gyllen ring Gyldendal, Oslo 2000            | Un piccolo anello d'oro Marsilio, Venezia, 2006         |
| 2001 | Jon Michelet                      | Den frosne kvinnen Oktober, Oslo 2001                |                                                         |
| 2002 | Gunnar Staalesen                  | Som i et speil Gyldendal, Oslo 2002                  |                                                         |
| 2003 | Kurt Aust                         | Hjemsøkt Aschehoug, Oslo 2003                        |                                                         |
| 2004 | Ulf Breistrand Jarl Emsell Larsen | Svarte penger, hvite løgner (Fernsehserie)           |                                                         |
| 2005 | Frode Grytten                     | Flytande Bjørn Samlaget, Oslo 2005                   |                                                         |
| 2006 | Tom Kristensen                    | Dødsriket Aschehoug, Oslo 2006                       |                                                         |
| 2007 | Jørgen Gunnerud                   | Høstjakt Kolon Forlag, Oslo 2007                     |                                                         |
| 2008 | Vidar Sundstøl                    | Drømmenes land Tiden, Oslo 2008                      | La terra dei sogni Einaudi, Torino 2015                 |
| 2009 | Tom Egeland                       | Lucifers evangelium Aschehoug, Oslo 2009             |                                                         |
| 2010 | Chris Tvedt                       | Dødens sirkel Cappelen, Oslo 2010                    |                                                         |
| 2011 | Torkil Damhaug                    | Ildmannen Cappelen Damm, Oslo 2011                   | Il signore del fuoco Atmosphere, Roma, 2015             |
| 2012 | Jørn Lier Horst                   | Jakthundene Gyldendal, Oslo 2012                     |                                                         |
| 2013 | Gard Sveen                        | Den siste pilegrimen Vigmostad & Bjørke, Bergen 2013 | L'ultimo pellegrino Marsilio, Venezia, 2018             |
| 2014 | Karin Fossum                      | Helvetesilden Cappelen Damm, Oslo 2014               |                                                         |
| 2015 | Kjell Ola Dahl                    | Kureren Gyldendal, Oslo 2015                         |                                                         |
| 2016 | Torkil Damhaug                    | En femte årstid Cappelen Damm, Oslo 2016             |                                                         |
| 2017 | Aslak Nore                        | Ulvefellen Aschehoug, Oslo 2017                      |                                                         |
| 2018 | Unni Lindell                      | Dronen Aschehoug, Oslo 2018                          |                                                         |
| 2019 | Jo Nesbø                          | Kniv Aschehoug, Oslo 2019                            | Il coltello Einaudi, Torino, 2019                       |
| 2020 | Sven Petter Næss                  | Skjebnesteinen Aschehoug, Oslo 2020                  |                                                         |
| 2021 | Heine Bakkeid                     | St. Avenger Aschehoug, Oslo 2021                     |                                                         |
| 2022 | Torkil Damhaug                    | Hund uten grav Cappelen Damm, Oslo 2022              |                                                         |
| 2023 | Anne Holt                         | Tolv utemte hester                                   | Dodici cavalli                                          |